# Lijst van burgemeesters van Dudzele
Dit is een chronologische lijst van burgemeesters van Dudzele, een voormalige gemeente in de Belgische provincie West-Vlaanderen, thans deelgemeente van Brugge.
In het begin van de Franse Tijd (1796) was Dudzele een afdeling van het kanton Damme. De huwelijken vonden plaats in de 'Tempel van de Wet' in Damme en er werd akte van genomen door de kantonvoorzitter Pierre Dullaert, vanaf het jaar VII door Jacques Van Zandweghe.
De geboorten en overlijdens werden in Dudzele zelf geregistreerd, door de 'agent municipal' Leonard Geyle of door zijn adjoint Cornelius Hubert.
Door de hervormingen onder het Consulaat werd Dudzele een zelfstandige gemeente, onder de leiding van een 'maire', die een 'adjoint au maire' en raadsleden onder zich kreeg. De laatste akte die werd ondertekend door de adjoint Hubert droeg de datum 12 messidor An VIII (1 juli 1800).

## Franse Tijd en Verenigd Koninkrijk der Nederlanden
- Franciscus Malefason (1800-1818)
- Tomas Van den Bussche (1818-1830)

## Koninkrijk België
- Jacob Baeteman (1830-1831)
- Jacob Cadron (dienstdoende 1831-1837 - burgemeester 1838-1861)
- Pieter Proot (1861-1862)
- August Notterdam (1862-1879)
- Frans Demaecker (1 januari - 31 december 1881)
- Pieter Maenhoudt, (dienstdoende 1879-1880 - burgemeester 1884-1889)
- Pieter Debree (dienstdoende 1882-1884, 1890, 1894-1896)
- Frans Proot (1891-1894)
- Jan Monbaliu (1896-1904)
- Leopold Lannoye (1905-1921)
- Alphonse De Haene (1922-1938)
- Raymond Vande Ryse (1939-1964)
- Johan Buytaert (1965-1970)